# Trionymus townesi
Trionymus townesi är en insektsart som beskrevs av John Wyman Beardsley 1966. 
Trionymus townesi ingår i släktet Trionymus och familjen ullsköldlöss. Inga underarter finns listade i Catalogue of Life.